# Atri
Atri är en ort och kommun i provinsen Teramo i regionen Abruzzo i Italien. Kommunen hade 10 582 invånare (2018).